# Zelotes yosemite
Espèce
Zelotes yosemite est une espèce d'araignées aranéomorphes de la famille des Gnaphosidae.

## Distribution
Cette espèce est endémique de Californie aux États-Unis,. Elle se rencontre dans le parc national de Yosemite et le comté d'El Dorado.

## Description
Le mâle holotype mesure 5,99 mm et les femelles de 6,57 à 7,62 mm.

## Étymologie
Son nom d'espèce lui a été donné en référence au lieu de sa découverte, parc national de Yosemite.

## Publication originale
- Platnick & Shadab, 1983 : A revision of the American spiders of the genus Zelotes (Araneae, Gnaphosidae). Bulletin of the American Museum of Natural History, no 174, p. 97-192 (texte intégral).